# モメる門には福きたる
『モメる門には福きたる』（モメるかどにはふくきたる）は、2013年1月7日から同年3月29日まで東海テレビ制作によるフジテレビ系列の昼ドラ枠にて放送されていた日本のテレビドラマ。略称「モメ福」。

## 概要
司法修習生の女性が、研修先の法律事務所で女性所長や仲間達と共に、様々な揉め事に向き合っていく中で、成長していく姿を描く。
白石美帆は本作が連続ドラマ初主演で昼ドラ初出演。中村玉緒は『がしんたれ』（1979年10月期）以来34年ぶりの東海テレビ制作の昼ドラ出演となる。また、同じく東海テレビの昼ドラにて花登筐の手により好評を博した「ぬかるみの女」に主演した星由里子が主人公の母親役で出演し、花登ドラマを盛り立てた2大女優の共演によるオマージュ的作品となった。なお中村は1979年6月22日~10月26日(金曜21:00～21:54)に放映されたTBS系ドラマ「弁護士かあさん」にも家庭を持つ弁護士役で主演している。

## 登場人物

### S&K法律事務所

#### 司法修習生
椎名 夏希（32） - 白石美帆
司法修習生。本作の主人公。裁判官志望。元教師。いじめの損害賠償裁判がきっかけで「あたしなら、あんな判決を下さない！」と、心機一転、教師を辞めて司法試験を受験。裁判官を目指してS&K法律事務所で司法修習を受けている。修習前日にある出来事が原因で酔った勢いで、まだ司法修習の指導弁護士だったと知らなかった久保田と一夜を共にしたために、男性を入れてはならないというマンションを追い出され、香苗の家で暮らし始める。一人暮らしの母を老人ホームに預けたことが、「自分は母を棄てた冷たい人間なのでは」と、彼女の負い目になっている。また、桂木が言うには、夏希の母の春江は桂木とともにS&K法律事務所を開いた（24話）。伊豆の小野寺 結衣の実家の財産などの問題を解決した後に久保田 優作にプロポーズされ結婚。さらに桂木 さくらが優作の親という事がわかる。久保田と入籍した後はさくらが出す試練を次々に乗り越えてゆく。
高島 香苗（29） - 山田キヌヲ
司法修習生。検事志望。結婚して子供もいたが、検事になるために夫と子供を棄てた。家族と自分の夢を天秤にかけたことで、「自分は欠陥のある人間なんじゃないか」と、自己嫌悪に苛まれている。夏希と年齢が近いため（3歳差）、夏希のよい相談相手になっている。マンションを追い出された夏希を自宅に迎え入れ、その後、貞九朗、結衣も香苗の家に住むようになり、4人でルームシェアを始める。
小野寺 結衣（24） - 草刈麻有
司法修習生。検事志望。実家は伊豆の下田で民宿を営んでいる。また、結衣の父親は日本舞踊の家元（第6週）。ホステスをしていた時に出会った東京地検の中垣内検事という検事に憧れ、法律家を目指して実家を飛び出した。次第に検事への憧れが恋愛関係へと発展し、妻子ある検事と不倫関係になってしまう（このことを告白したのは19話）。 しかし彼女自身は後ろめたい気持ちはなく、｢私の人生なんだから、とやかく言われる筋合いは無い」と強気で正々堂々と生きている。また、学費などのためにキャバクラで働いたことがあり、男の扱いには慣れている。
土屋 貞九朗（27） - 森廉
司法修習生。裁判官志望。代々裁判官を輩出している名門一家の出身だが、成績は悪く、一族の落ちこぼれ、と陰口されてきた。口癖は「すみません」で、自分は法曹には向かないんじゃないかと思っている。根が真面目で素直なため、思い込んだら周りが目に入らなくなる性格。人生に悩む仲間たちの力になりたいと奮闘するが、いつも空回りしてしまう。料理が得意。
杉浦 浩平（25） - 夕輝壽太
司法修習生。検事志望。幼いころから神童とよばれ、司法試験もストレートで合格。挫折を知らない秀才だが、初めてできた彼女との初体験で負った心の傷が原因で未だ童貞。自分のブランドが傷つくことを極端に恐れ、無意識に他者との衝突を避けている。そのため、親密な関係を築くことが苦手で、「それは僕の問題じゃない」と人のことには深入りしない。

#### 事務員
大山 みどり（47） - 服部真湖
所長秘書兼事務員。事務所一番の古株職員。事務所のナンバー2として、さくらから絶大な信頼を置かれている。さくらの威光を笠に着て、「そんなんじゃ良い成績もらえないわよ！」と修習生たちに厳しくあたるが、それはたくましい法曹人として彼らを育てるためのポーズである。しかし、その思いが修習生たちに伝わることは少ない。
北村 瞳 - 穂花 / 樋口 弥生 - 斎藤ナツ子 / 東田 久美 - 高橋あゆみ / 矢沢 誠 - 坂本七秋
事務員。

#### その他のS&K関係者
草川 一夫 - 伊東孝明
調査部主任。
久保田 優作（40） - 山口馬木也
修習生たちの指導弁護士。弁護修習前日に酔った夏希と一夜を共にする。企業法務部のエースだったが、法律家としての大切な何かが欠けていると考えたさくらが、働きながらそれに気づいて成長してほしいと一般民事部に異動させた。民事部に異動させられたことを快くは思っておらず、勤務態度が不真面目に映ることもある。「モメればモメるほど人生は面白い」と公言し、難しい案件ほど燃えるタイプ。損得勘定抜きで仕事を持ち込むさくらと似ているが、実の親子でもあり、普段は距離を取っている。伊豆の小野寺 結衣の実家の財産などの問題を解決した後に夏希にプロポーズし結婚。単身インドネシアに渡る。
神谷 健一（43） - 湯江健幸
一般民事部。修習生たちの指導弁護士。民事部のエース的存在。「この事務所の次期代表は俺だ」と思っていたのに、久保田が現れたことで自分の地位に危機感を抱いている。そのため、揉め事があるたびに久保田へ食ってかかる。しかし、実は意外に正義感は強い。優秀な弁護士だが、揉め事を嫌い依頼者をたびたび怒らせている。また、有名料亭の息子であり、夏希たちに腕をふるう。最終話では大山と結ばれた。
桂木 さくら（70） - 中村玉緒
S&K法律事務所の所長。本作のもう一人の主人公。夏希たちの修習先の法律事務所を経営する弁護士。「モメゴトは人を幸せにする」が座右の銘。利益度外観で、モメゴトの弁護を引き受けて来ることもしばしば。かつて「あたしたちは六法全書と結婚する」と誓い合い、一緒に法律事務所を設立した女性がいた。その女性が夏希の母・春江であることはまだ誰も知らない。「もめごとは幸せを呼ぶ福の神」という紙を持った人形（モメ福様）を拝み、揉め事が解決すると、依頼者に暗唱させている。久保田 優作は実の息子。

### バー SAFARI
藤島 車輪（46） - 本村健太郎
SAFARIのマスター。また演じる本村は本作の法律監修にも携わっている。
藤島 クミ - 森口彩乃 / 藤島 ルミ - さくま心央 / 藤島 マミ - 音河亜里奈
車輪の娘たち。店を手伝いながら、ダンスを披露する。クミが長女、ルミが次女、マミが三女。

### 揉め事の対象者
染谷 - 小柳友貴美
夏希が住んでいたマンションの大家。夏希の部屋から久保田が出てくるのを目撃し、男子禁制だと夏希を追い出す。しかし住民が捨てたゴミ袋の中身を勝手にチェックしたため、久保田からプライバシー侵害だと言いがかりをつけられた上、住民からも訴えると言われてトラブルになっていたが、改めて住民と話し合うことにする。
横井 幸 - 西山繭子
海外で活躍する天才バイオリニスト。13歳の時にドイツで行われた権威あるコンクールで優勝してデビューを果たし、ニューヨークを拠点に活動している。父・正行の死により銀行口座が凍結。凍結された口座は“父との絆”の象徴だと考えて名義変更を行わず、デビューした時から幸の収入はすべて父の銀行口座に振り込まれていた。しかし、父の死を知った守が法定相続分を越える遺産の相続を主張してきたため、1週間後の海外公演が始まるまでに凍結を解除して口座を使えるようにしてほしいと依頼する。
横井 良子 - 宮田早苗
幸の母親。正行の妻。
沖立 守 - 大浜直樹
菊子の息子。幸の義理の兄。夏希たちには無職だと語っていたが、実際はIT企業のオーナーで100億の資産がある。大学受験前に菊子から実の父親が正行だということを聞かされる。知人から正行の死を知らされ、法定相続分を越える遺産の相続を主張する。
沖立 菊子 - 芦沢孝子
守の母親。正行の前妻。
沖立 春花 - ひがし由貴
守の妻。入院している。
山﨑 美春 - 吉井怜
離婚調停の依頼人。互いの思い違いに気づいて夫とよりを戻そうとしたが、双方の両親が対立してしまう。担当の神谷に両親への説明を求めるが、揉め事を嫌い個人的なことだからと断られる。
白井 清道 - 石橋保
銀座の呉服店主。子供の取り違え事件の被害者。
白井 咲 - 山口香緒里
清道の妻。
黒田 健介 - おかやまはじめ
秋田の役所勤務。代々続くマタギの家系。子供の取り違え事件の被害者。
黒田 和子 - 中島ひろ子
健介の妻。気の強いところがある。
山田 光子 - 広岡由里子
子供の取り違え事件のあった病院に勤務していた看護師。
広田 正則 - 木下ほうか
光子の元夫。夫婦には子供がいなかった。
小平 良美 - 宮地眞理子
夫の浮気を理由に離婚を求める依頼人。
小平 圭一 - 西ノ園達大
良美の夫。300年続く老舗和菓子屋の経営者。
岩崎 玲奈 - 杏さゆり
圭一の浮気相手。本人の希望で離婚調停に同席する。
鈴木 貴子 - 服部妙子
ゴールデンレトリバー麻子の飼い主。隣人を名誉棄損で訴えたいと相談している。
鈴木 吾郎 - 十貫寺梅軒
貴子の夫。穏やかな性格。
岸田 潤子 - 溝口園枝
鈴木家の隣人。隣人の犬が庭に小便をして芝生が枯れてしまい、それを中傷する貼り紙をした。
竹下 典子 - 橘実里
キャバクラ嬢。娘を児童相談所から取り戻したいと依頼する。
竹下 彩花 - 今井風花
典子の10歳になる娘。母を慕っている。
内藤 清子 - 三鴨絵里子
彩花を保護している児童相談所の職員。典子は育児放棄をしていると主張している。
片桐 正和 - 尾関伸嗣
学童保育所の経営者で、婚約不履行問題の依頼人。
川端 まどか - ともさと衣
正和の婚約者だったが、理由も告げずに婚約を破棄してきたという。
猿橋 理一 - 仁科貴
自動車販売業者。売買契約を結んだ車を引き渡し寸前にイノシシに傷つけられ、受け取りを拒否されてしまう。
犬飼 智治 - 大河内浩
猿橋と車の売買契約を結んだが受け取りを拒否している。当初は話し合いも拒否していたが訴訟をチラつかされ事務所を来訪する。
川島 祐太 - 本多力
会社員でセクハラ問題の依頼人。怠け癖があり、周囲の社員たちを敵だと思い込んでいる。
和田 孝子 - 田中広子
川島の上司。川島から、川島の休憩中に覗きに来たセクハラだと訴えられるが、実は心配していただけだった。
清水 幸一 - 上杉祥三
洋菓子店の経営者。弟の慎二に自作のケーキ「君と見た満月」が商標権を侵害していると販売の停止を求められている。
清水 慎二 - 四方堂亘
幸一の弟で洋菓子店の経営者。パリでの修業経験がある。
清水 由美子 - 比佐廉
慎二の妻。幸一との話し合いに同席する。
小林 正道 - 河野洋一郎
優秀な商社マン。社長として海外に勤務する前に痴漢の冤罪を晴らしたいと依頼してきた。人生は勝ち負けだと考えている。
若林 もえ - 香椎凛
痴漢の被害者だが、その証言は嘘だったと告白する。かつて小林の会社が経営し、今は閉鎖された第三工場で働いていたことがあり、小林から表彰されたこともある。
大西 久美子 - 田中美登里
痴漢の目撃者だが、その証言は嘘だったと告白する。かつて小林の会社が経営し、今は閉鎖された第三工場で働いていた。
小野寺 草薫 - 小木茂光
伊豆で代々伝わる日本舞踊小野寺流の家元。弟子に乗っ取られた小野寺流を取り戻し名誉を回復したいと依頼する。結衣の父。
小野寺 美佐江 - 藤井佳代子
草薫の妻で、結衣の母。
小野寺 和樹 - 斎藤歩
草薫の弟子。結衣の代わりに小野寺流の後継となるため草薫と養子縁組をしたが、財産贈与を受けた後に草薫を追い出し破門した。夏希の叔父である椎名万次郎とつながっている。
児島 咲江 - 田根楽子
依頼人。購入の際に資金援助をした息子夫婦宅の所有権を主張している。
児島 詩織 - 内田もも香
咲江の息子、雄一の妻。自宅の鍵を取り替えて咲江を締め出した。
児島 雄一 - 田島俊弥
咲江の息子。

### その他の登場人物
椎名 春江（69） - 星由里子
夏希の母親。彼女を女手ひとつで育ててきた。かつて女性が働くのが珍しかった時代に、弁護士として第一線で活躍していた。現在は認知症を患い、老人ホーム「ガーデンズホーム白百合」で過ごしている。
斉藤 - 前沢保美
春江が入所する老人ホームの職員。
梶原 一明 - 佐藤銀平
香苗の元夫。再婚相手の実家に挨拶に行くため香苗に娘の香音を預かってほしいと相談してくる。
梶原 香音 - 七尾優紀
香苗と一明の娘。香苗を実の母親だとは知らない。
絵美 - 森脇由紀
一明の再婚予定の相手。香音からママと呼ばれている。
中垣内 次郎 - 山中聡
東京地検検事。結衣が司法試験を受けるきっかけを作った。金沢に住む妻と離れて単身赴任している。
中垣内 恵 - 勝俣幸子
次郎の妻。夫の浮気を疑っている。
麻丘 留美 - 中野若葉
女性ファッション誌「Liliana（リリアナ）」の記者。「世界で影響力のある100人の女性経営者」特集でさくらを取材する。
春川 - 加藤満
港区役所の無料法律相談会を担当する弁護士。夏希たちS&Kの司法修習生と共に法律相談にあたる。
黒滝 - あぢゃ
区役所の法律相談に訪れた相談者。Aカップの胸をDカップにしたくて美容整形を受けたらGカップになったので、医療ミスではないかと主張する。その後S&Kにも相談に訪れ、伊豆に行った夏希たちの代わりに対応した神谷を振り回す。
白島 あかね - 河井青葉
夏希と久保田が伊豆に向かう電車内で男に絡まれているところを偶然久保田に助けられた女性。伊豆に滞在する久保田にたびたび相談を持ち掛けるが、その度に夏希に目撃され二人の関係をギクシャクさせる。
川崎 信子 - 角替和枝
夏希と久保田が伊豆で宿泊するホテルの仲居で、二人を新婚夫婦と勘違いする。結衣が勤める干物工場でも働いている。恋の伊豆編で暗躍するツールパートナーズという会社名を耳にした途端に姿を消す。
古川 誠 - 斉藤陽一郎
夏希の中学の先輩で、役所の観光課に勤務している。椎名家の売地周辺の土地が海外のリゾート開発会社に高く売れていることを夏希に教える。近々結婚の予定がある。
姑 - 上杉二美
夏希たちが伊豆に行っている間に神谷が対応した依頼人。嫁といがみ合っている。
嫁 - 黒崎照
夏希たちが伊豆に行っている間に神谷が対応した依頼人。姑といがみ合っている。
中西 仁（川崎 仁志） - 関戸将志
あかねにつきまとっている元ホスト。あかねは自分に惚れていて、自分と交わした借用書があると主張する。
細井 糸 - 杏まさ子
市川正道事務所の秘書。S&Kを訪れて夏希を正道の息子と結婚させたいと言い出し、なぜか豚汁を作らせる。
椎名 万次郎 ‐ 中西良太
夏希の叔父で春江の弟。司法試験に3回失敗した後に下田で祖父が経営していた椎名第一産業を継いだが、今は資金繰りに困っている。恋の伊豆編では土地の買収問題を起こしたり、最終話では世界に3つしかなくて、持つと必ず願いがかなうと謳ったブレスレットをS＆K法律事務所の事務員やSAFARIの人たち、そして神谷、大山たちにも売ったりと何かと問題を起こしている。そのたびに夏希に責められている。「心を入れ替えたから」と言っていながら、あまり反省の態度は見られない。
市川 正道 - 伊東四朗（特別出演）
弁護士会の重鎮。さくらとは同年代のやり手弁護士。S＆K法律事務所にやってきたとき、司法修習生の夏希にやりこめられ、夏希に興味を持つように。実はさくらとは浅からぬ縁があり、何かとさくらの所を訪ねてくる。夏希に期待を抱いている。

## スタッフ
- 企画：中島資太（東海テレビ）
- 脚本：江頭美智留、真野勝成、龍田力、熊谷背籠、青木江梨花
- プロデューサー：市野直親（東海テレビ）、沼田通嗣・東田陽介（テレパック）
- 音楽：富貴晴美
- 法律監修：本村健太郎（東京赤坂法律事務所）
- 医療監修：冨名腰文人
- 日本舞踊監修：服部真湖
- 撮影協力：汐留ビルディング、下田市、下田市観光協会
- エキストラ：下田市のみなさん
- 広報：渡辺秀彦（東海テレビ）、山本章子（東海テレビ）
- 演出：杉村六郎、村田忍 ほか
- 制作著作：テレパック
- 制作：東海テレビ

## 主題歌
- シェネル「サンシャイン・オン・ユー」（EMIミュージック・ジャパン）
  - シェネルは日本のテレビドラマでは初の主題歌担当となる[11]。

## サブタイトル
| サブタイトル（全60話） | サブタイトル（全60話） | サブタイトル（全60話） | サブタイトル（全60話） |
| 週                     | 各話                   | 放送日                 | サブタイトル           |
| ---------------------- | ---------------------- | ---------------------- | ---------------------- |
| 第1週                  | 第1話                  | 1月07日                | （サブタイトルなし）   |
| 第1週                  | 第2話                  | 1月08日                | （サブタイトルなし）   |
| 第1週                  | 第3話                  | 1月09日                | （サブタイトルなし）   |
| 第1週                  | 第4話                  | 1月10日                | （サブタイトルなし）   |
| 第1週                  | 第5話                  | 1月11日                | （サブタイトルなし）   |
| 第2週                  | 第6話                  | 1月14日                | （サブタイトルなし）   |
| 第2週                  | 第7話                  | 1月15日                | （サブタイトルなし）   |
| 第2週                  | 第8話                  | 1月16日                | （サブタイトルなし）   |
| 第2週                  | 第9話                  | 1月17日                | （サブタイトルなし）   |
| 第2週                  | 第10話                 | 1月18日                | （サブタイトルなし）   |
| 第3週                  | 第11話                 | 1月21日                | 犬の名誉と浮気訴訟     |
| 第3週                  | 第12話                 | 1月22日                | 離婚調停・親権問題!    |
| 第3週                  | 第13話                 | 1月23日                | 修羅場!?浮気相手の子   |
| 第3週                  | 第14話                 | 1月24日                | 愛はあるのに母親失格   |
| 第3週                  | 第15話                 | 1月25日                | 希望のための別離       |
| 第4週                  | 第16話                 | 1月28日                | 怪文書に所長ぐふふ!?   |
| 第4週                  | 第17話                 | 1月29日                | 検事の愛人!?不倫疑惑   |
| 第4週                  | 第18話                 | 1月30日                | 爆弾発言!謎の私生活    |
| 第4週                  | 第19話                 | 1月31日                | 浮気夫vs疫病神の妻!?   |
| 第4週                  | 第20話                 | 2月01日                | 危機!?平手打ちの逆襲   |
| 第5週                  | 第21話                 | 2月04日                | 女性上司がセクハラ!?   |
| 第5週                  | 第22話                 | 2月05日                | ケーキ職人兄弟バトル   |
| 第5週                  | 第23話                 | 2月06日                | 厳しさは愛情の裏返し   |
| 第5週                  | 第24話                 | 2月07日                | 派手な衣装の訪問者!?   |
| 第5週                  | 第25話                 | 2月08日                | 身内モメ!?危険な予感   |
| 第6週                  | 第26話                 | 2月11日                | 伊豆は鬼門!?玉緒の勘   |
| 第6週                  | 第27話                 | 2月12日                | 決戦!金目鯛の干物!?    |
| 第6週                  | 第28話                 | 2月13日                | 玉緒対決!!黒幕男に喝   |
| 第6週                  | 第29話                 | 2月14日                | 襲来!!キジを撃つ男!?   |
| 第6週                  | 第30話                 | 2月15日                | 完璧!!玉緒の入れ知恵   |
| 第7週                  | 第31話                 | 2月18日                | 一件落着プロポーズ!?   |
| 第7週                  | 第32話                 | 2月19日                | トン汁作りは3分間!?    |
| 第7週                  | 第33話                 | 2月20日                | 嵐の予感!?玉緒の執着   |
| 第7週                  | 第34話                 | 2月21日                | びっくり!玉緒が姑!?    |
| 第7週                  | 第35話                 | 2月22日                | 勝負!嫁と姑歩み寄り    |
| 第8週                  | 第36話                 | 2月25日                | スタート!嵐の嫁姑編    |
| 第8週                  | 第37話                 | 2月26日                | 嫁と姑の真剣勝負!      |
| 第8週                  | 第38話                 | 2月27日                | ガンコ女将の嫁修業!?   |
| 第8週                  | 第39話                 | 2月28日                | 全てはお豆腐のために   |
| 第8週                  | 第40話                 | 3月01日                | 秘めた恋!切ない告白    |
| 第9週                  | 第41話                 | 3月04日                | ガンコ女将の太鼓判!?   |
| 第9週                  | 第42話                 | 3月05日                | 嵐の前ぶれ!結婚宣言    |
| 第9週                  | 第43話                 | 3月06日                | モメ福さまのお告げ!?   |
| 第9週                  | 第44話                 | 3月07日                | 祝賀パーティーの乱!    |
| 第9週                  | 第45話                 | 3月08日                | 嫁いびりは楽しい!!     |
| 第10週                 | 第46話                 | 3月11日                | 内藤大助、ついに参戦   |
| 第10週                 | 第47話                 | 3月12日                | 伝説のマタギ再び乱入   |
| 第10週                 | 第48話                 | 3月13日                | クマ穴vs秘密基地       |
| 第10週                 | 第49話                 | 3月14日                | 大失敗!!最凶のピンチ   |
| 第10週                 | 第50話                 | 3月15日                | 嫁の試練!?残酷な真実   |
| 第11週                 | 第51話                 | 3月18日                | 愛は強し!親と子の絆    |
| 第11週                 | 第52話                 | 3月19日                | 新たな宿敵!?小姑対決   |
| 第11週                 | 第53話                 | 3月20日                | まさか!?嫁姑同居生活   |
| 第11週                 | 第54話                 | 3月21日                | スゴ腕の板前弁護士!?   |
| 第11週                 | 第55話                 | 3月22日                | 姑の指南!?漬物の秘密   |
| 第12週                 | 第56話                 | 3月25日                | ぬか漬けジュテーム     |
| 第12週                 | 第57話                 | 3月26日                | 食物の恨み!?嫁の失態   |
| 第12週                 | 第58話                 | 3月27日                | 悪夢のモメゴト連鎖!?   |
| 第12週                 | 第59話                 | 3月28日                | 世界のモメゴト王登場   |
| 第12週                 | 最終話                 | 3月29日                | モメゴトよ永遠なれ!    |

## 備考
- 第4話では、本作と同じ東海テレビ制作のバラエティ番組『バナナマンのブログ刑事』（2012年9月放送終了）のDVD-BOX（Vol.9&Vol.10）のポスターを掲示したパネルを作業員がエレベーターで運搬するシーンがあった（第4話のスタッフロールにも「劇中ポスター 『バナナマンのブログ』DVD」とクレジットあり）。
- 今作品ではNHKの連続テレビ小説のような放送日・週単位でのサブタイトルはついていないが、第26話から第30話（第6週）は小野寺が帰郷した伊豆半島が物語の舞台となり、そこで夏希と優作の距離が一層近づくことからサブタイトルに「恋の伊豆編」とつけられている[12]。第8週（第40話）以降は夏希と優作が恋愛関係を持ち結婚を目指すが、優作の母親がさくらであることにより波乱に満ちた物語が描かれることから、サブタイトルに「嵐の嫁姑編」が追加されている。
- 2021年10月22日(金)より三重テレビ放送「朝ドラ800」の時間帯にて当番組が放送をスタートしたが、著作権表記は東海テレビとなっている[13]。